# Bir Lehlu
Koordinaten: 26° 21′ N, 9° 34′ W
Bir Lehlu ist ein kleiner Ort im Nordosten der Westsahara. Er liegt östlich der von Marokko errichteten Sandwälle, also innerhalb der von der Unabhängigkeitsbewegung Polisario als „befreite Gebiete“ bezeichneten Teile.
Bir Lehlu liegt 475 Meter hoch. Der Ort galt bis 2011 als „provisorische Hauptstadt“ des von der Polisario proklamierten Staats Demokratische Arabische Republik Sahara (DARS), solange die in der Verfassung der DARS festgelegte Hauptstadt El Aaiún unter marokkanischer Kontrolle bleibt. 2011 zog die Regierung nach Tifariti um. Es ist zudem der Ort, von dem aus El-Uali Mustafa Sayyid in einer Rundfunksendung am 27. Februar des Jahres 1976 nach einem entsprechenden Beschluss des Provisorischen Saharauischen Nationalrats Consejo Provisional Nacional Saharaui die Unabhängigkeitserklärung verlas. Weiterhin befinden sich hier die Kurz- und Mittelwellensender der Voz del Sáhara, des Nationalrundfunks der Demokratischen Arabischen Republik Sahara. Einigen Quellen zufolge ist Bir Lehlu auch der Geburtsort des heutigen Nationalhelden El-Uali; dafür liegen jedoch kaum Beweise vor. 
Die Bezeichnung „Bir Lehlu“ ist eine Transkription des Worts im regionalen Dialekt Hassania des Arabischen und bedeutet „schöne Quelle“. Im Hocharabischen hieße die Stadt البئر الحلو, DMG al-biʾr al-ḥulw.

## Städtepartnerschaften

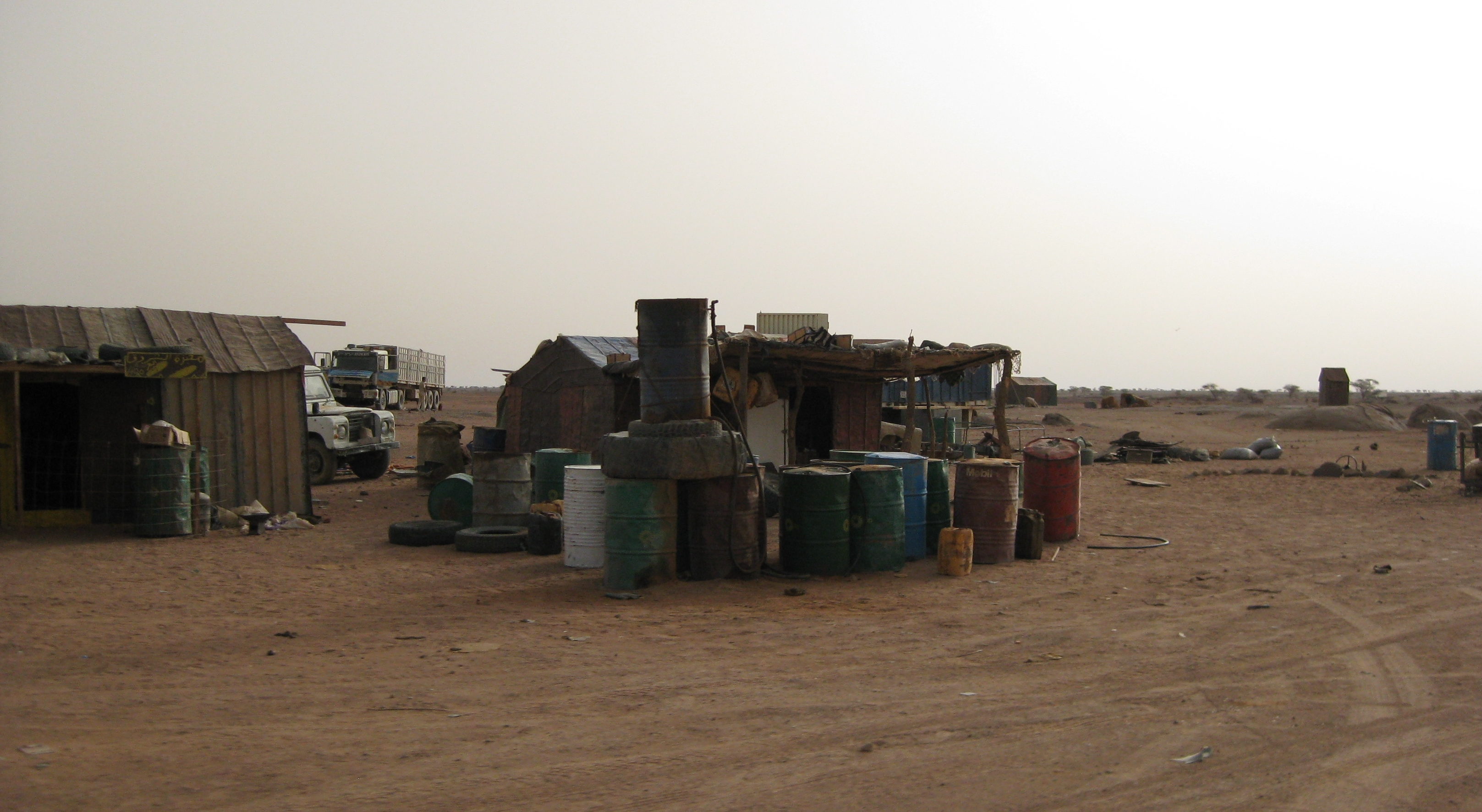
Tankstelle in Bir Lehlu

Bir Lehlu unterhält mit folgenden Städten Partnerschaften:
- Prato, Italien, Provinz Prato
- Monteroni d’Arbia, Italien, Provinz Siena
- Montemurlo, Italien, Provinz Prato
- Campi Bisenzio, Italien, Metropolitanstadt Florenz
- San Piero a Sieve, Italien, Metropolitanstadt Florenz
- Capraia e Limite, Italien, Metropolitanstadt Florenz
- Montevarchi, Italien, Provinz Arezzo